# Середній клас

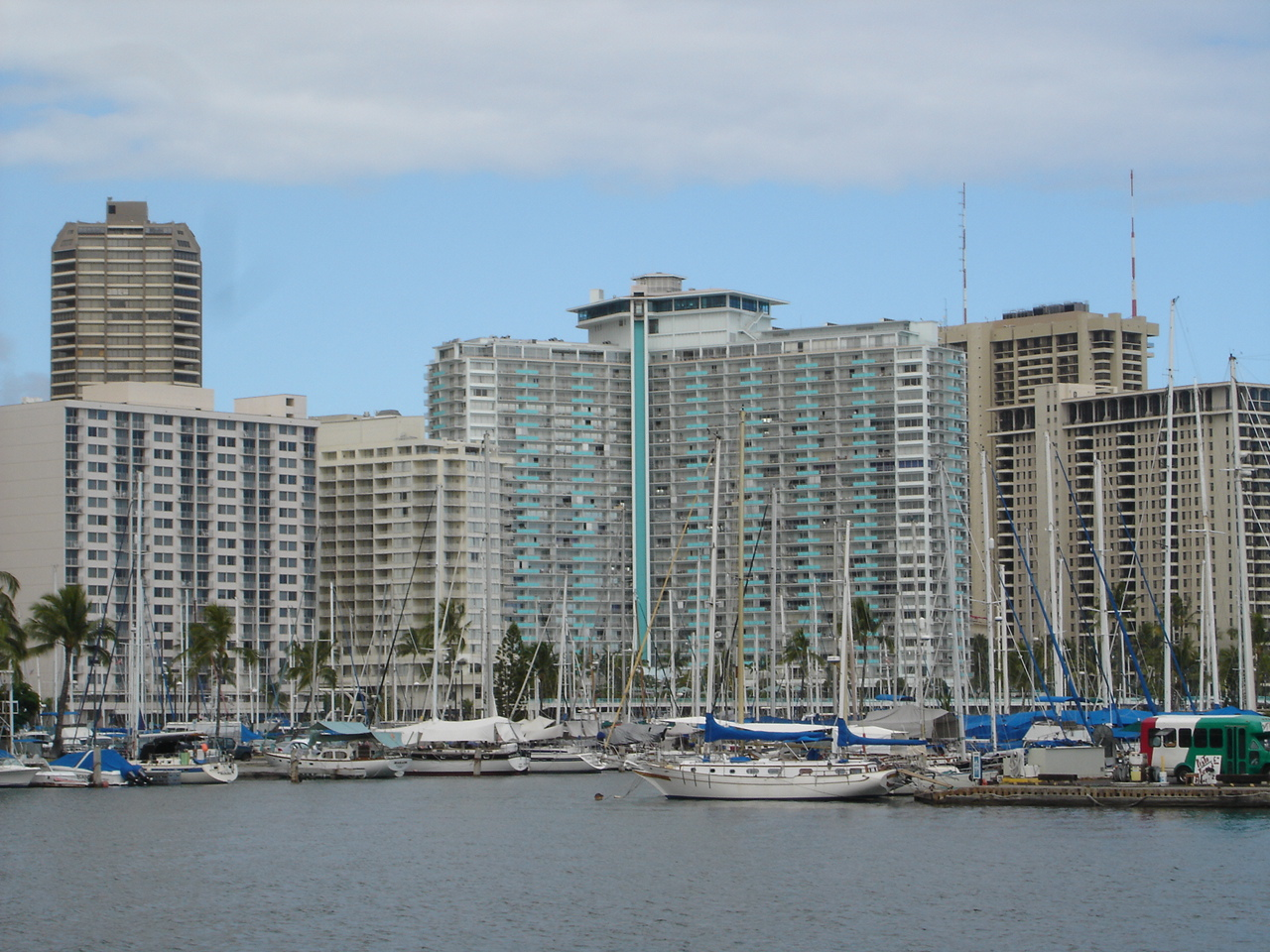
Квартири на даху, призначені для середнього та вищого класу у Вайкікі, Гонолулу, від 300 000 доларів

Сере́дній клас — група людей, що має стійкі доходи, достатні для задоволення широкого кола матеріальних і соціальних потреб. До середнього класу, як правило, відносять таких людей, які мають високий рівень освіти і кваліфікації, і що займають в суспільстві проміжне становище: між багатою невеликою частиною і значною - низькооплачуваною частинами населення.
Відповідно до сторінки "American middle class", особи, що належать до середнього класу в загальному:
- мають комфортні стандарти життя;
- мають значну економічну безпеку;
- мають чималу робочу автономію;
- покладаються на свої знання для самозабезпечення.